# Больяско
Болья́ско (итал. Bogliasco, лиг. Boggiasco, Bugiascu) — коммуна в Италии, в регионе Лигурия, подчиняется административному центру Генуя.
Население составляет 4571 человек (2008 г.), плотность населения — 1039 чел./км². Занимает площадь 4 км². Почтовый индекс — 16031. Телефонный код — 010.
Покровительницей коммуны почитается Пресвятая Богородица, празднование 16 июля.

## Демография
Динамика населения:

## Администрация коммуны
- Официальный сайт: http://www.comune.bogliasco.ge.it/